# Баболь
Бабо́ль (перс. بابلо файле‎, маз. بابل; до 1930 года — Барфоруш) — город на севере Ирана, в провинции Мазендеран.
Население — 204 878 человек (2005).

## География
Расположен в 24 км к югу от побережья Каспийского моря, на левом берегу реки Баболь.

## История
Город Баболь появился в XVI веке, заметно вырос при власти Фетха Али-шаха (1797—1834). Шах Аббас I (1587—1629) выстроил себе красивый дворец в современной городской черте Баболя, который дошёл до наших дней лишь частично.
Баболь сегодня играет весьма важную роль в развитии Мазендерана. Изначально он получил имя Мамтейр, но в XVIII в., благодаря тому, что там появились многолюдные рынки, его начали называть «Бар-э форущ» (в значении «товар для продажи», от персидских слов бар — груз и форущ — продажа). В 1932 г. было решено дать этому городу название Баболь, что связано с рекою Баболь, расположенной в его западной части.

## Достопримечательности
В окрестностях города Баболь находится водопад Дэразкещ (перс. букв.: Протянувшийся на большое расстояние). Вначале водопад впадает в озеро, имеющее достаточно большую площадь, а затем уже в виде реки продолжает свое течение в сторону севера. Самый большой объём водопада наблюдается весной. Водопад окружен великолепной и нетронутой природой местного леса. Высота водопада 7 метров, а если посмотреть на его высоту над уровнем моря, то она составляет 360 м.
Следует упомянуть и лес Ляфур, находящийся в горах к северу от Баболя. Он может похвастаться обилием деревьев (80 видов), водопадов, источников, и поэтому является одним из самых замечательных и интересных лесов не только в окрестностях Баболя, но и во всем Мазендеране. Очень много туристов с удовольствием посещают Ляфур весной и летом.
Около здания администрации Баболя есть лесопарк площадью 716 га. По нему протекает незамерзающая река Калярдэ, а поблизости от него можно видеть красивые горные вершины, рисовые поля, сады и степь
В самом городе Баболь расположена мечеть под названием Чахар-Сух (букв.: Четыре рынка), построенная в период Сефевидов. У неё небольшой двор, но достаточно большая южная молельня.
На юге Баболя, в саду Мосфайи, расположен дворец Сольтанати (букв.: султанский, царский), относящийся к периоду Пехлеви. В настоящее время в нём разместился медицинский факультет университета Мазендерана. Во дворце — два этажа, а огромное количество его комнат и залов обладают весьма примечательными лепными украшениями. Богато и интересно украшен дворец и снаружи.

## Демографическая динамика
Информацию о динамике населения Баболя можно получить на основании трёх последних иранских переписей: 1996, 2006 и 2011 гг. Согласно им, в 1996 г. в Баболе насчитывалось 158 346 человек, в 2006 г. — уже 201 335 человек, а в 2011 г. — 219 467 человек. Среднегодовые темпы общего прироста населения за это время существенно снизились: если в 1996—2006 гг. они составляли 2,43 % (это весьма высокий темп), то к 2006—2011 гг. упали до 1,74 % в год. Это свидетельствует о довольно быстром падении рождаемости жителей Баболя, что, впрочем, отражает общеиранские тенденции. Если в 1996 г. население города совсем немного не дотягивало до населения второго по величине города провинции — Амоля, то в 2006 г. Баболю удалось его обогнать, но в 2011 г. он снова уступил ему место, хотя и с минимальным перевесом. Кривая роста населения Баболя — логистическая (рост с насыщением и постепенною стабилизацией). Доля города в населении всего остана Мазендеран подскочила с 6,1 до 6,9 % за 1996—2006 гг., но затем темпы роста доли резко упали, и она выросла только до 7,1 %.

## Экономика
Пищевая, лёгкая промышленность, сельское хозяйство (выращивают апельсины, лимоны, мандарины, производство риса, чая, табака, хлопка, кенафа). Прежде продукцию вывозили через порт Бабольсер на Каспийском море, но после понижения уровня моря он потерял своё значение. Сейчас там располагается аэропорт. Баболь является важным торговым центром на севере страны.

## Образовательные учреждения
В Баболе находятся несколько высших учебных заведений, в том числе медицинский университет, университет Мазендерана.

## Известные уроженцы
- Алиреза Фирузджа - известный шахматист, ставший гроссмейстером в возрасте 14 лет